# Robert Wise
Robert Earl Wise (10 tháng 9 năm 1914 - 14 tháng 9 năm 2005) là một đạo diễn, nhà sản xuất và biên tập phim người Mỹ. Ông đã giành giải Oscar cho Đạo diễn xuất sắc nhất và Phim hay nhất cho cả West Side Story (1961) và The Sound of Music (1965). Ông cũng được đề cử Biên tập phim hay nhất cho công dân Kane (1941) và đạo diễn và sản xuất The Sand Pebble (1966), được đề cử cho Phim hay nhất.
Trong số các bộ phim khác của ông là The Body Snatcher (1945), Born to Kill (1947), The Set-Up (1949), The Day the Earth Stood Still (1951), Destination Gobi (1953), This Can Be The Night (1957)), Run Silent, Run Deep (1958), I Want to Live! (1958), The Haunting (1963), The Andromeda Strain (1971), The Hindenburg (1975) và Star Trek: The Motion Picture (1979).
Ông là chủ tịch của Hiệp hội đạo diễn Hoa Kỳ từ năm 1971 đến năm 1975 và là chủ tịch của Viện Hàn lâm Khoa học và Nghệ thuật Điện ảnh từ năm 1985 đến năm 1988.
Wise đã được xem như là một nghệ nhân, có khuynh hướng để cho khái niệm câu chuyện (đôi khi được phân công trong studio) thiết lập phong cách. Các quá trình làm phim sau này, như Martin Scorsese, khẳng định rằng mặc dù tập trung vào công việc huyền thoại của Wise về sự hoàn hảo về phong cách trong giới hạn của thể loại và ngân sách, sự lựa chọn về chủ đề và cách tiếp cận của ông vẫn có chức năng xác định Wise là một nghệ sĩ chứ không chỉ là một nghệ nhân. Wise đạt được thành công quan trọng với vai trò đạo diễn trong nhiều thể loại phim nổi bật: kinh dị, noir, phương tây, chiến tranh, khoa học viễn tưởng, âm nhạc và kịch, với nhiều thành công lặp lại trong mỗi thể loại. Sự chuẩn bị tỉ mỉ của Wise có thể phần lớn được thúc đẩy bởi những hạn chế về ngân sách của studio, nhưng nâng cao nghệ thuật tạo hình. Robert Wise đã nhận được Giải Thành tựu trọn đời của Viện phim Mỹ năm 1998.